# Герасим Вологодский
Гера́сим Волого́дский († 1178) — монах Русской церкви, основатель вологодского мужского монастыря в честь Святой Троицы на Кайсаровом ручье, святой Русской православной церкви в лике преподобных. Согласно преданию, Герасим основал город Вологду.

## Жизнеописание
Основной источник биографических сведений о преподобном Герасиме — «Повесть о чудесах Герасима Вологодского», написанная неким Фомой около 1666 года по благословению архиепископа Вологодского и Великопермского Маркела. Согласно повести, он родился в Киеве, а затем был послушником в монастыре, который в житии именуется «Глушенским». Однако, по мнению исследователей, здесь в документе допущена ошибка, поскольку «такого монастыря ни в XII веке, ни после не бывало в Киевской губернии». Предположительно речь идёт о Гнилецкой Успенской пустыни или Глушицком монастыре близ Киево-Печерской Лавры. В 30 лет принял сан пресвитера. Сказание повествует о том, что святой пришёл из Киева на реку Вологду в 1147 году и основал на Кайсаровом ручье мужской монастырь в честь Святой Троицы.
«Лета 6655 (1147) Августа в 19 день, на память 

святого мученика Андрея Стратилата, прииде

Преподобный отец Герасим от богоспасаемого града

Киева, Глушенскаго монастыря постриженник, к

Вологде реке, ещё до зачала града Вологды, на

великий лес, на средний посад Воскресения

Христова Ленивыя площадки малаго Торжку,

и создал пречестень монастырь во славу

Пресвятыя Троицы, от реки Вологды расстоянием

на полпоприща»
Датировка основания монастыря подвергается учёными сомнению. Так, историки А. Н. Башенькин и И. П. Кукушкин указывают на отсутствие практики монастырской жизни на северо-востоке Руси в XII веке:
| Необходимо отметить, что и сам факт прихода Герасима на Вологду в XII веке в общем контексте истории монастырей на Руси вызывает сомнение. Первые монастыри появляются в Киевской земле в XI веке; в первой половине XII века — на северо-западе Руси, в Новгороде; значительно позднее этот процесс начинается на северо-востоке. Первый монастырь во Владимире был основан в 1152 году, в Ростове — в 1212 году. В Белозерском крае первый монастырь основан в 1251 году белозерским князем Глебом Васильковичем. |

О его деятельности после основания монастыря и до самой кончины ничего не известно. Умер преподобный Герасим в 1178 году. В грамоте патриарха Адриана 1691—1692 гг. о месте его упокоения говорится так:
| «А лежит он под спудом в земле, на краю Вологодского посада, при приходском храме Живоначальной Троицы на монастыре, в часовне; в ней гробница, под часовню ход, и с гроба берут там персть; а под часовней, против гробницы, лежит на земле камень синий и от земли вверх до помоста часовни полтора аршина». |

Каноническая дата смерти Герасима — 4 марта. Однако историки подвергают её точность сомнению: «её день подозрительно совпадает с отмечаемым всею Церковью днём памяти другого, более известного святого Герасима — Герасима Иорданского, скончавшегося 4 марта 475 года».
Списки жития святого Герасима очень редки. По предположению учёных, «существовало какое-то раннее житие, которое могло погибнуть при захвате и разорении Вологды польско-шведскими отрядами в Смутное время, в 1612 г., когда был разгромлен основанный Герасимом Троицкий на Кайсаровом ручье монастырь. Об этом сообщается в Сказании XVII в. о чудесах Герасима». Один из списков в настоящее время находится в Государственном историческом музее в Москве, другой — указан в сборнике из библиотеки Спасо-Прилуцкого монастыря № 37/36 . Научное исследование памятника не проводилось. Как указывается в «Православной энциклопедии», ещё один список находится в Ярославском музее-заповеднике. В последнем списке, в частности, говорится о том, что его автору, монаху Ионе Керженскому была доступна «особенная книжица древняго письма», в которой чудеса святого излагались в 37 статьях.

## Почитание и канонизация

Троице-Герасимовская церковь
(фото начала XX века)

После разорения поляками Троицкой обители в 1612 году место погребения её основателя было утрачено и открыто вновь только спустя несколько десятилетий. С последним событием связывают многочисленные чудеса. Согласно записям священника Троицкой церкви о. Григория Попова, в 1649—1666 годах их было 37. Одно из чудес 6 июля 1649 года было свидетельствовано архиепископом Маркелом. В 1690 году братия вологодского Духосошественского монастыря обращалась с челобитной к патриарху Адриану с просьбой разрешить прославление Герасима как святого. Однако в 1699 году после дознания архиепископа Гавриила в этой просьбе им было отказано. Гавриил выразил сомнение в действительности чудотворений:
| «Пришедше люди в монастыри их поют по них панихиды и молят о них Бога, а они будто целят, и с гробов емлют землю и мешают с водою святою, юже чином святят в церкве, и тем болезненныя вреды мажут, и пиют, и целбы приемлют… Обитающии же в монастырях и прочии люди старии сказаша, что чудес явных от сих Галактиона и Герасима никогда не видеша. Над кем же быша якобы целбы от них писаны имяны во граде Вологде и инде, никтоже сказася… на лице». |

Однако, несмотря на запрет архиепископа, почитание Герасима местными жителями продолжалось. В 1717 году деревянная Троицкая церковь, в которой хранились его мощи, была заменена каменной. Мощи перенесли в раку. В 1811 году преподобный Герасим уже упомянут в официальном списке вологодских святых, составленном епископом Евгением (Болховитиновым), а в 1841 году местная канонизация подтверждена включением его имени в Собор Вологодских святых. В 1894 году Вологодская городская дума постановила отмечать день пришествия Герасима в Вологду крестным ходом.
Каменная Церковь Троицы Живоначальной у Кайсарова ручья, более известная как «Троице-Герасимовская», просуществовала менее полутора столетий. Её архитектурный стиль характеризовали как «провинциальное барокко». В 1930 году церковь была закрыта, а в 1940-х годах снесена до основания. По всей видимости, тогда же была безвозвратно утрачена рака с мощами преподобного Герасима. В 2008 году на месте снесённого храма был установлен памятный крест. Тогда же было объявлено о том, что на этом месте планируется построить часовню в честь святого. Часовня строилась за счёт пожертвований жителей Вологды и была освящена в 2013 году.
Память 4 марта (по юлианскому календарю) и в 3-ю неделю (воскресенье) по Пятидесятнице — в Соборе Вологодских святых.

## Иконография

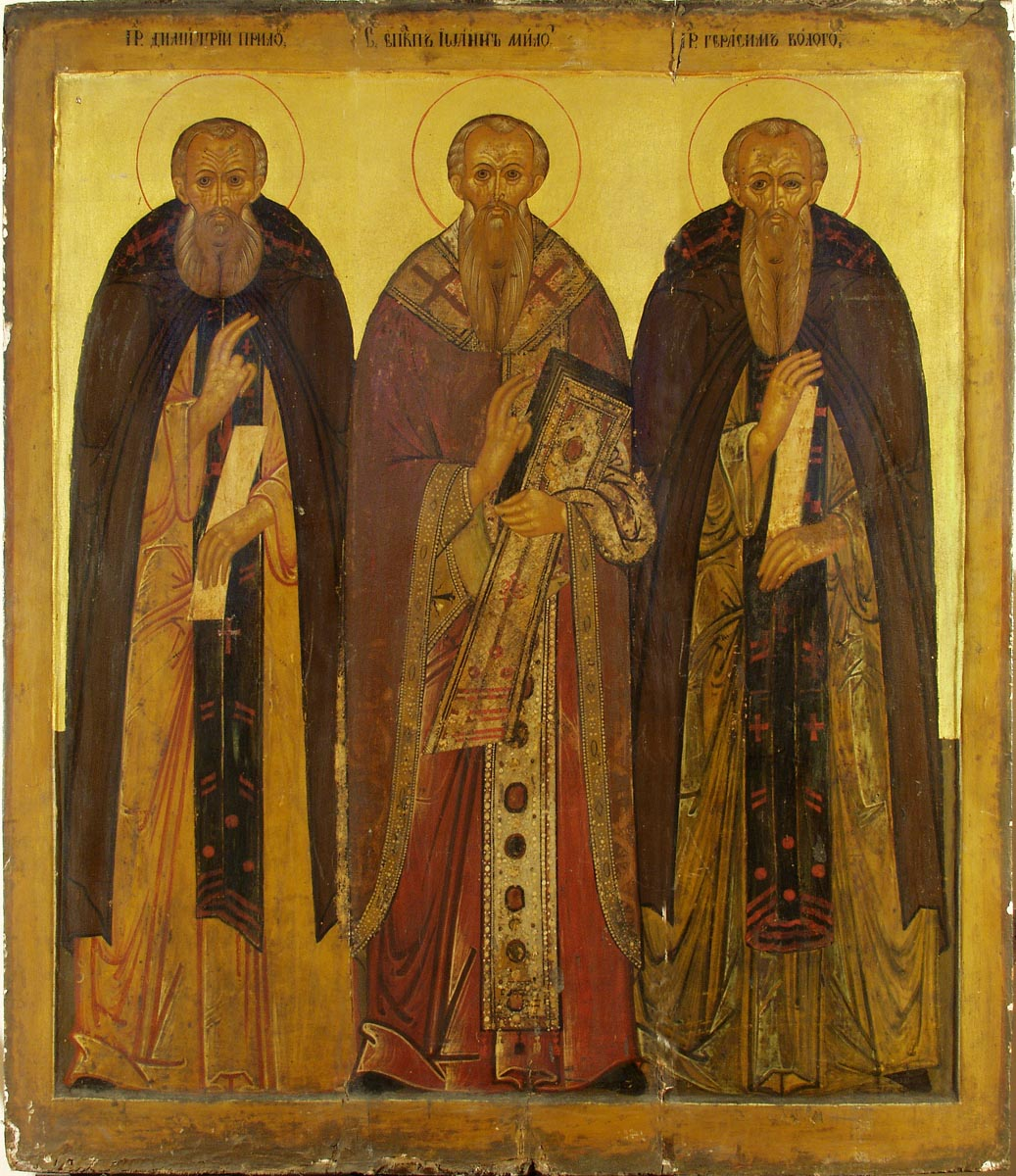
Свт. Иоанн Милостивый, прпп. Димитрий Прилуцкий и Герасим Вологодский. Икона. XVII век, ВГИАХМЗ, Вологда.

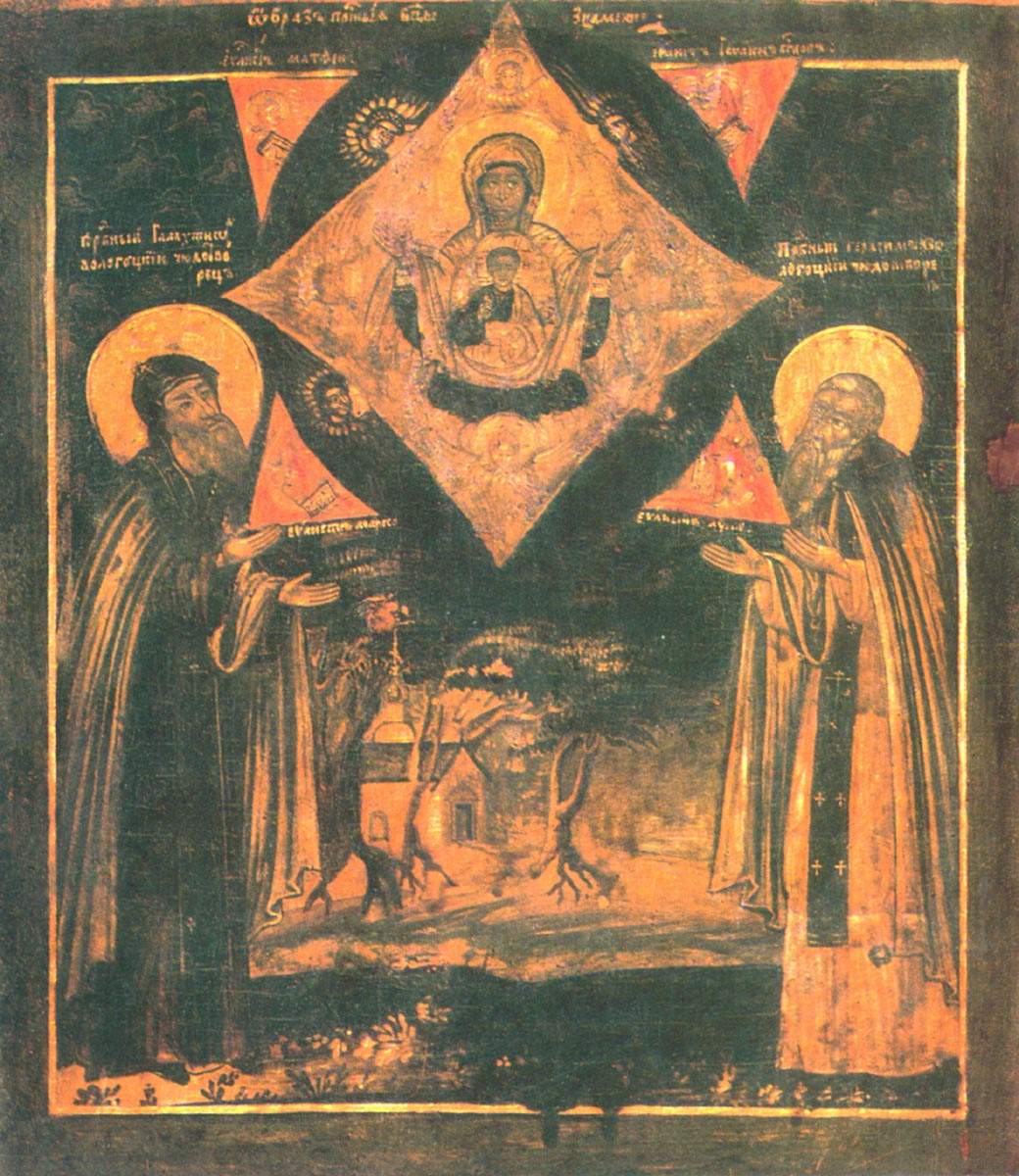
Преподобные Герасим и Галактион Вологодские чудотворцы. Икона, XVIII век, ВГИАХМЗ, Вологда.

Наиболее ранняя икона, изображающая святого Герасима, относится к 2-й половине XVII века. До революции она находилась в главном иконостасе Троице-Герасимовской церкви, слева от царских врат, у северной стены. В настоящее время она хранится в Вологодском музее-заповеднике (ВГИАХМЗ). На ней, кроме Герасима Вологодского, изображены Димитрий Прилуцкий и Иоанн Милостивый.
Изображение святого также встречается на следующих иконах, хранящихся в фондах ВГИАХМЗ: иконепрядница «Преподобные Герасим и Галактион Вологодские чудотворцы» (XVIII век); «Спас Вседержитель (Смоленский) с вологодскими святыми» (1779 год); «Явление Богородицы и свт. Николая Чудотворца пономарю Юрышу со святыми» (XVIII век) и др.
По традиции преподобный Герасим изображается в полном монашеском облачении (подряснике, рясе, поясе, мантии, аналаве на груди, в схиме на голове и на плечах) и сапожках, с благословляющей десницей и свитком в левой руке . Согласно иконописному подлиннику Филимонова, Герасим «Подобием сед, брада аки Василия Кесарийскаго, ризы преподобническия».

## Памятники
Памятник Герасиму Вологодскому открыт 28 июня 2012 года в Вологде на пересечении улиц Бурмагиных и Маяковского. Скульптор — Олег Уваров.